# Мяґестіку
Мя́ґестіку (ест. Mägestiku küla) — село в Естонії, у волості Отепяе повіту Валґамаа.

## Населення
Чисельність населення на 31 грудня 2011 року становила 32 особи.